# 謝利謝 (邵爾斯區)
51°52′20″N 31°58′5″E / 51.87222°N 31.96806°E
謝利謝（烏克蘭語：Селище），是烏克蘭北部的村莊，隸屬切爾尼希夫州的科留基夫卡區。該村面積0.01平方公里，2001年人口19，人口密度每平方公里1,727.3人。